# Scardia pharetrodes
Scardia pharetrodes är en fjärilsart som beskrevs av Edward Meyrick 1934. Scardia pharetrodes ingår i släktet Scardia och familjen äkta malar. Inga underarter finns listade.